# Hyphoscypha loricata
Hyphoscypha loricata är en svampart som beskrevs av Velen. 1934. Hyphoscypha loricata ingår i släktet Hyphoscypha, ordningen disksvampar, klassen Leotiomycetes, divisionen sporsäcksvampar och riket svampar.   Inga underarter finns listade i Catalogue of Life.